# Václav Zahradník
Václav Zahradník (29. ledna 1942, Nepomuk – 28. června 2001, Praha) byl český skladatel a dirigent. Proslavil se zejména jako šéfdirigent Orchestru Československé televize.

## Život
V dětství vyrůstal v Nepomuku, odkud pocházeli jeho rodiče. Václav Zahradník se za studentských let (vystudoval stavební průmyslovku) stal klavíristou swingové kapely v Plzni. U hudby již zůstal a přesídlil do Prahy. Na pražské konzervatoři studoval skladbu u Františka Kovaříčka a Zdeňka Hůly, dirigování u Františka Hertla a bicí nástroje u Vladimíra Vlasáka. V tomto období se podílel na experimentální hudbě v souboru Quax pod vedením Petra Kotíka.
Proslavil se v druhé polovině 60. let LP Šípková Růženka beatové skupiny Rebels, pro niž napsal skladby a odvážná aranžmá, v nichž použil nástroje symfonického orchestru. V roce 1969 natočil album Jazz Goes to Beat se studiovým big-bandem, s nímž vystoupil v rámci pražského Mezinárodního jazzového festivalu. V období nastupující normalizace pokračoval coby dirigent, skladatel i aranžér velkými big-bandovými projekty (Interjazz, B & S…) na něž přijali pozvání slavní jazzmeni Slide Hampton, Johnny Griffin, John Surman a další. Ve stejné době si vyzkoušel roli hitmakera, produkoval dlouhohrající desky s Hanou Zagorovou, Jiřím Štědroněm a Viktorem Sodomou. Řada jeho písní je populární dodnes (Bludička Julie, Strejček Jonatán, Vzhůru k výškám, …).
V roce 1973 se Václav Zahradník stal šéfdirigentem nově vzniklého Orchestru Československé televize (zanikl v roce 1990) a podílel se na mnoha populárních televizních show, například Televarieté, Možná přijde i kouzelník atd. Ve stejné době složil a natočil mnoho scénických a filmových hudeb, mj. k bestsellerovým komediím Marie Poledňákové Jak dostat tatínka do polepšovny, Jak vytrhnout velrybě stoličku a S tebou mě baví svět (hity Sladké mámení či Vzhůru k výškám), k animovanému seriálu Rákosníček, Brundibáři, k pohádkovému filmu Rumplcimprcampr atd. Výrazně se zapsal také jako hudební aranžér, např. ve filmové komedii Noc na Karlštejně.
Coby dirigent se osvědčil také v mezinárodním kontextu jako šéfdirigent hudebních festivalů v Sopotech, Bratislavská lyra, Děčínská kotva, Intertalent atd. Pravidelně zajížděl také dirigovat do Berlína. Přijal ocenění zasloužilý umělec. V osmdesátých letech navázal na své někdejší jazzové aktivity a spolupráci s producentem Antonínem Matznerem, výsledkem byla LP deska East West Connection.
V posledních dvanácti letech svého života, po prodělané těžké nemoci, po níž už nemohl pomýšlet na dráhu dirigenta, se věnoval především scénické hudbě a symfonickým úpravám muzikálových a filmových standardů pro Českou filharmonii, Symfonický orchestr hlavního města Prahy FOK a Symfonický orchestr Českého rozhlasu.
Jeho strýc Jaroslav Zahradník byl varhaníkem a skladatelem, ředitelem v hudební škole v Litoměřicích a Blatné. Jeho syn Václav Zahradník mladší je také profesionálním muzikantem a dirigentem. Jeho starší syn Jakub Zahradník je také muzikantem.